# Pan American (band)
Pan American is de artiestennaam van Mark Nelson, die onder deze naam reeds een aantal albums uitgebracht. Tijdens de zomer van 1997 begon hij aan de opname van een album voor het label Kranky bij Sound of Music Studios in Richmond in Virginia. Mark was zanger en gitarist van de groep Labradford alvorens hij de mogelijkheden van het samplen en computer wilde combineren met zijn belangstelling voor dub en techno. Het debuutalbum, Pan•American, kwam uit onder het label Kranky in 1998.
Nelson ging verder met zijn werk voor Pan•American alsook met zijn werk bij Labradford, leerde pedal-steelgitaar te spelen, bracht singles uit onder Europese labels en dook de studio in met geluidstechnicus Casey Rice. Het resulterende album, 360 Business / 360 Bypass, werd uitgebracht bij Kranky in 2000.
Het derde album werd The River Made No Sound gedoopt en werd uitgebracht in Noord-Amerika bij Kranky en in Europa bij Vertical Form in april 2002. Met het vierde album, Quiet City, maakte hij weer gebruik van zang en organische instrumenten. Hij bracht het uit bij Kranky in 2004.
In 2006 verscheen het vijfde album, For Waiting, For Chasing, onder het label Mosz en begin 2009 verscheen het zesde album, White Bird Release, eveneens bij Kranky.

## Discografie
- 1998 - Pan•American
- 2000 - 360 Business / 360 Bypass
- 2002 - The River Made No Sound
- 2004 - Quiet City
- 2006 - For Waiting, For Chasing
- 2009 - White Bird Release